# Gerhard Homuth
Gerhard Homuth, nemški častnik, vojaški pilot in letalski as, * 20. september 1914, Kiel, padel v boju 2. avgust 1943, Sovjetska zveza.

## Življenjepis
Gerhard Homuth je vojaško kariero najprej začel v Kriegsmarine, leta 1935 pa je prestopil v Luftwaffe, kjer je bil med letoma 1937 in 1938 pripadnik aerobatske skupine, ki je bila takrat del 2.(J)/LG 2. 6. oktobra 1939 je bil imenovan za adjutanta I./JG 27, 1. februarja 1940 pa za Staffelkapitäna 3./JG 27.
Svojo prvo zračno zmago je dosegel 11. maja 1940 nad angleškim dvomotornim lahkim bombnikom Bristol Blenheim, ki ga je sestrelil nad mestom Diest-Schaffen. Do konca francoske kampanje je skupaj dosegel devet zračnih zmag, novih šest pa jih je dodal v Bitki za Britanijo. Spomladi 1941 je bila I./JG 27 prestavljena v severno Afriko, kjer se je Homuth še posebej izkazal. Za 22 zračnih zmag je bil nadporočnik Homuth 14. junija 1941 odlikovan z Viteškim križem železnega križca. 
9. januarja 1942 je nad Marsa el Brego in Gadd el Ahmarjem sestrelil dva RAFova lovca Curtiss P-40 Warhawk. V enem od sestreljenih letal je bil najverjetneje avstralski letalski as Ron Simes, ki je v spopadu umrl.
Homuth je svojo 40. zmago dosegel 9. februarja, ko je v bližini El Adema sestrelil britanskega lovca Hawker Hurricane. 8. junija 1942 je Homuth postal Gruppenkommandeur I./JG 27. 27 julija 1942 je dosegel kar tri zmage v enem dnevu (50–52), ki jih je dosegel nad britanskimi Hurricani. Svojo šestdeseto zmago je dosegel 2. oktobra, ko je v bližini Bir Mumim Busaka sestrelil britanskega Spitfira. Po vrnitvi s severnoafriškega bojišča je Homuth resno zbolel, zaradi česar so ga po okrevanju februarja 1943 poslali v Sofijo (Bolgarija), kjer je sodeloval v posebni Luftwaffini delegaciji, ki je urila bolgarske lovske pilote. 
Na fronto se je vrnil 29. julija 1943 in postal Gruppenkommandeur I./JG 54, ki je bila stacionirana na vzhodni fronti. 2. avgusta 1943 se je na eni od svojih prvih bojnih nalog na tem območju zapletel v spopad s sovjetskimi lovci. Po dvajsetih minutah boja je uspel sestreliti sovražnega lovca Bell P-39 Airacobra, nato pa se je za njegovim Focke-Wulf Fw 190 A-6 (W. Nr. 550 436) “<< +” izgubila vsaka sled. 
Gerhard Homuth je na približno 450 bojnih nalogah dosegel 63 priznanih zračnih zmag, od katerih je dve dosegel nad vzhodnim bojiščem. 

## Odlikovanja
- Železni križec 2. in 1. razreda
- Nemški križ v zlatu (9. april 1942)
- Viteški križ železnega križca (14. junij 1941)